# Tortel·loni
Els tortel·loni són un tipus de pasta farcida comuna al nord d'Itàlia, amb una forma similar als tortel·lini, però més gran i amb un farcit a base de formatge. Tradicionalment, es farceixen amb ricotta, parmesà, herbes de fulla o verdures com el julivert o els espinacs, ou i nou moscada.
Quan tradicionalment es fa amb ricotta i herbes, després de bullir-la sovint es fregeix amb mantega fosa i fulles de sàlvia, i es cobreix amb parmesà ratllat.
És un dels pocs plats de pasta del nord d'Itàlia sense contingut de carn, i plat tradicional per a la Nit de Nadal.